# Clermont Foot
Clermont Foot 63 (okcitanski: Clarmont d'Auvèrnhe) francuski je nogometni klub iz grada Clermont-Ferrand. Trenutačno se natječe u Ligue 2.

## Klupski uspjesi
Championnat National
- Prvak: 2001./02., 2006./07.

## Vanjske poveznice
- Službena web-stranica